# 亞謝尼齊亞河 (德涅斯特河支流)

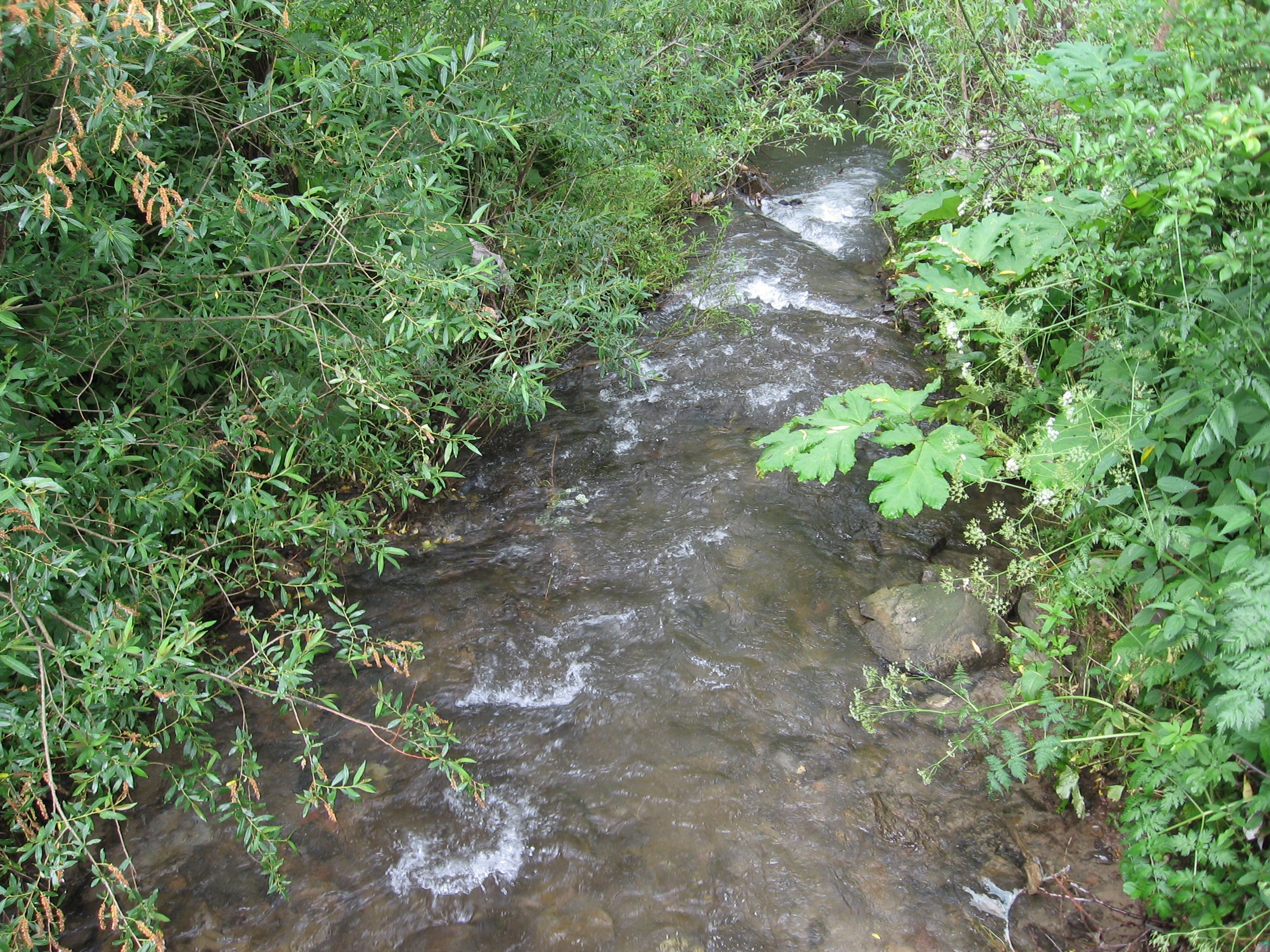

亞謝尼齊亞河（烏克蘭語：Ясениця），是烏克蘭的河流，位於該國西部利沃夫州，屬於德涅斯特河的支流，發源自羅茲盧奇，河道全長15公里，流域面積78平方公里。